# Rudolph Ganz
Rudolph Ganz (Zurigo, 24 febbraio 1877 – Chicago, 2 agosto 1972) è stato un compositore, pianista e direttore d'orchestra svizzero.

## Biografia
Ha ricevuto la sua prima formazione musicale a Zurigo, nelle materie di pianoforte e violoncello, e presso il Conservatorio di Losanna, dove ha studiato pianoforte e organo. Dal 1899 studia anche composizione a Berlino con Ferruccio Busoni.
All'inizio del XX secolo, dopo aver completato gli studi, si è trasferito a Chicago, negli Stati Uniti, dove ha lavorato per diversi anni come insegnante di pianoforte. Dal 1905 ha girato l'America e l'Europa come pianista da concerto. Dal 1921 al 1927 è stato direttore musicale della Saint Louis Symphony. Dal 1929, ormai tornato a Chicago, lavora presso il Musical College, mentre tra il 1934 e il 1954 ne è il direttore. Tra il 1938 e il 1949 ha lavorato anche come direttore d'orchestra a New York.
Il lavoro compositivo di Rudolph Ganz comprende principalmente sinfonie e altre opere strumentali. Inoltre, ha messo in musica centinaia di testi, per lo più di artisti svizzeri. In America, sua patria adottiva, è stato anche coinvolto nelle esibizioni di compositori europei contemporanei come Maurice Ravel, Béla Bartók, Claude Debussy e Anton von Webern; per questo fu insignito, nel 1923, della Legion d'Onore francese.

## Opere
- Klavierkonzert, op. 32
- „Animal pictures“
- Sonate No. 2, op. 50
- Suite, op. 38